# Jurassic World Evolution
Jurassic World Evolution és un videojoc de simulació econòmica desenvolupat i publicat per Frontier Developments. Basat en Jurassic World, un film de 2015, el joc va ésser llançat el 12 de juny de 2018, per a Microsoft Windows, PlayStation 4 i Xbox One. En el joc, els jugadors construeixen un parc de dinosaures a l'arxipèlag de Las Cinco Muertes, un grup de cinc illes. El joc inclou més de 40 tipus de dinosaures; els seus gens es poden modificar per introduir noves funcions. Els jugadors reben contractes per a complir tres divisions, la Ciència, la Seguretat i l'Entreteniment, que els permeten avançar. A més a més, hom pot desbloquejar un mode sandbox a l'illa Nublar, localització de la pel·lícula.
El joc va ser creat per un equip de desenvolupament d'aproximadament 100 persones amb un pressupost de prop de 8 milions de lliures esterlines. El seu desenvolupament va començar el 2016, després que NBCUniversal contractaes amb Frontier Developments sobre la creació d'un joc per a acompanyar l'estrena de Jurassic World: El regne caigut. Per a fer-ho, l'equip de Frontier inspeccionà diferents models de dinosaures i materials de referència enviats per Universal, van visionar els films de Parc Juràssic, van llegir les novel·les i les teories dels fans. L'equip va consultar el paleontòleg Jack Horner quan van dissenyar els dinosaures. Jeff Goldblum, Bryce Dallas Howard i B. D. Wong van reprendre els seus papers de la saga de films de Parc Juràssic, expressant comentaris als jugadors i contribuint a la narrativa del joc.
El joc va ésser presentat al Gamescom 2017 i va rebre una recepció crítica generalment mixta. Els crítics van elogiar els dissenys i gràfics de dinosaures, però els contractes del joc, la jugabilitat de la simulació i gestió del joc van ser menys ben rebuts. També es va criticar la tutoria i la corba d'aprenentatge del joc. Cinc setmanes després del seu llançament inicial, el joc havia venut un milió de còpies a través de vendes digitals i físiques. El joc va ser compatible amb actualitzacions gratuïtes i contingut descarregable després del llançament.

## Jugabilitat

Una captura de pantalla de joc amb el dinosaure híbrid Indominus rex de Jurassic World. Per mantenir feliços els dinosaures, els jugadors han de complir diferents requisits, tal com indica la barra d'estat que es mostra a l'esquerra.

Jurassic World Evolution és un videojoc de simulació econòmica que permet al jugador construir un parc temàtic de dinosaures Jurassic World amb atraccions i instal·lacions de recerca. Els jugadors han de construir un Centre d'Expedició, que envia paleontòlegs a llocs de cavitats fòssils per obtenir el material d'ADN dels dinosaures. La seqüenciació d'ADN desbloqueja nous dinosaures i actualitza les seves estadístiques, com ara l'esperança de vida i la resistència. Amb prou contingut d'ADN, els jugadors poden utilitzar el Centre d'Investigació Hammond per criar i incubar dinosaures. Els jugadors també poden millorar els gens dels dinosaures integrant l'ADN d'espècies modernes amb el dels dinosaures per omplir els seus buits i permetre'ls evolucionar. Les modificacions de l'ADN dels dinosaures canvien les estadístiques bàsiques, així com des del seu nivell d'agressivitat fins a la seva aparició. El joc compta amb una eina de terreny que permet als jugadors modificar l'entorn plantant arbres i creant fonts d'aigua.
Els dinosaures són el principal atractiu d'ingressos del joc. El joc va proporcionar aproximadament 40 espècies de dinosaures al moment del llançament. Els jugadors poden posar nom a cada dinosaure després d'haver-los incubat. Els jugadors han de construir recintes per contenir dinosaures per a la visualització dels visitants. Les necessitats de diferents dinosaures, com el tipus d'aliment que mengen i l'abast de les interaccions socials que requereixen, s'han de complir per mantenir-los saludables i satisfets. Els dinosaures, controlats per intel·ligència artificial, interactuen entre ells i amb l'entorn. Per exemple, els carnívors ataquen carnívors d'una espècie diferent, i buscaran herbívors. Els jugadors també han de construir diverses atraccions d'entreteniment, així com serveis com restaurants i botigues per complaure als clients. Un exemple d'atraccions turístiques és la girosfera o el monorail de Jurassic World. Els jugadors també poden utilitzar el mode de fotografia del joc per fer fotos de dinosaures, que ajuden al parc a guanyar diners i augmentar la publicitat. Cada centre d'entreteniment i de serveis compta amb el seu propi sistema de gestió. Els jugadors poden establir i ajustar les tarifes d'entrada, així com el nombre de personal present a cada instal·lació. Els dinosaures es poden vendre per guanyar ingressos addicionals.
Es poden produir diverses situacions d'emergència al parc, incloent-hi talls elèctrics, temps meteorològic imprevisible i fugida de dinosaures, situacions que han de ser abordades pels jugadors per assegurar la seguretat i la felicitat dels visitants. Els jugadors poden construir un centre ACU i una estació de guardaboscos, que s'encarreguen de mantenir la seguretat del parc. Poden sedar els dinosaures fugits, medicar dinosaures malalts, reabastir els alimentadors de dinosaures, transportar dinosaures, fixar tanques i altres tasques. Els jugadors també poden controlar vehicles des d'una perspectiva en tercera persona com ara helicòpters i vehicles 4x4 per completar aquestes tasques. Es poden construir refugis d'emergència per protegir els visitants, així com altres estructures de seguretat, com ara redundàncies de xarxa elèctrica i centres d'avís de tempesta. Moltes d'aquestes instal·lacions de seguretat es poden actualitzar per potenciar la seva eficiència quan es tracti d'emergències.

### Modes de joc
En el mode principal, l'objectiu del jugador és desenvolupar parcs de cinc estrelles a través de les illes de ficció de l'Arxipèlag de Las Cinco Muertes. El Dr. Ian Malcolm ajuda els jugadors al llarg del joc. Els jugadors es trobaran amb altres figures clau que representen les tres branques del desenvolupament del parc: Entreteniment, Seguretat i Ciència. Cadascun d'aquests personatges intenta convèncer els jugadors de desenvolupar el parc d'acord amb els seus consells. Aquests proporcionen als jugadors una sèrie de «contractes» per completar el que inclou una sèrie d'objectius i tasques. Aquests contractes afegeixen narrativa al joc, a més de proporcionar premis i reputació en els seus respectius dominis. Es recomana als jugadors que vigilin la seva reputació en cada divisió. Si la reputació d'un jugador dins d'una divisió és massa baixa, això crea un sabotatge en el parc del jugador que haurà de ser atès immediatament. Per exemple, es podria tallar l'energia del parc permetent que els dinosaures escapin o es pot introduir una malaltia per infectar-los. Aquestes divisions es basen en les puntuacions dels parcs. Les cinc illes, cadascuna amb característiques i reptes diferents, es desbloquejaran gradualment amb suficients puntuacions positives dels parcs.
Illa Nublar — l'illa apareix a Parc Juràssic, Jurassic World i Jurassic World: El regne caigut — és la localització per a un mode sandbox que està separat del mode de principal del joc. El mode sandbox està desbloquejat una vegada s'aconsegueix una valoració del parc de quatre estrelles a l'Illa Matanceros, l'illa inicial. Una vegada que això s'aconsegueix, tot el que els jugadors han desblocat en el mode principal, com ara les actualitzacions i els dinosaures, es transferiran al mode sandbox; qualsevol cosa blocada en el mode principal es manté igual al mode sandbox. En el mode sandbox, els jugadors tenen fons il·limitats i poden configurar el temps i l’hora del dia dels seus parcs. El mode Challenge (cat. 'desafiament'), disponible en una actualització després de l'alliberament del joc, implica jugar amb nivells de dificultat ajustables i diners limitats, a més d'altres diferències com ara sancions contra jugadors.

## Desenvolupament i llançament

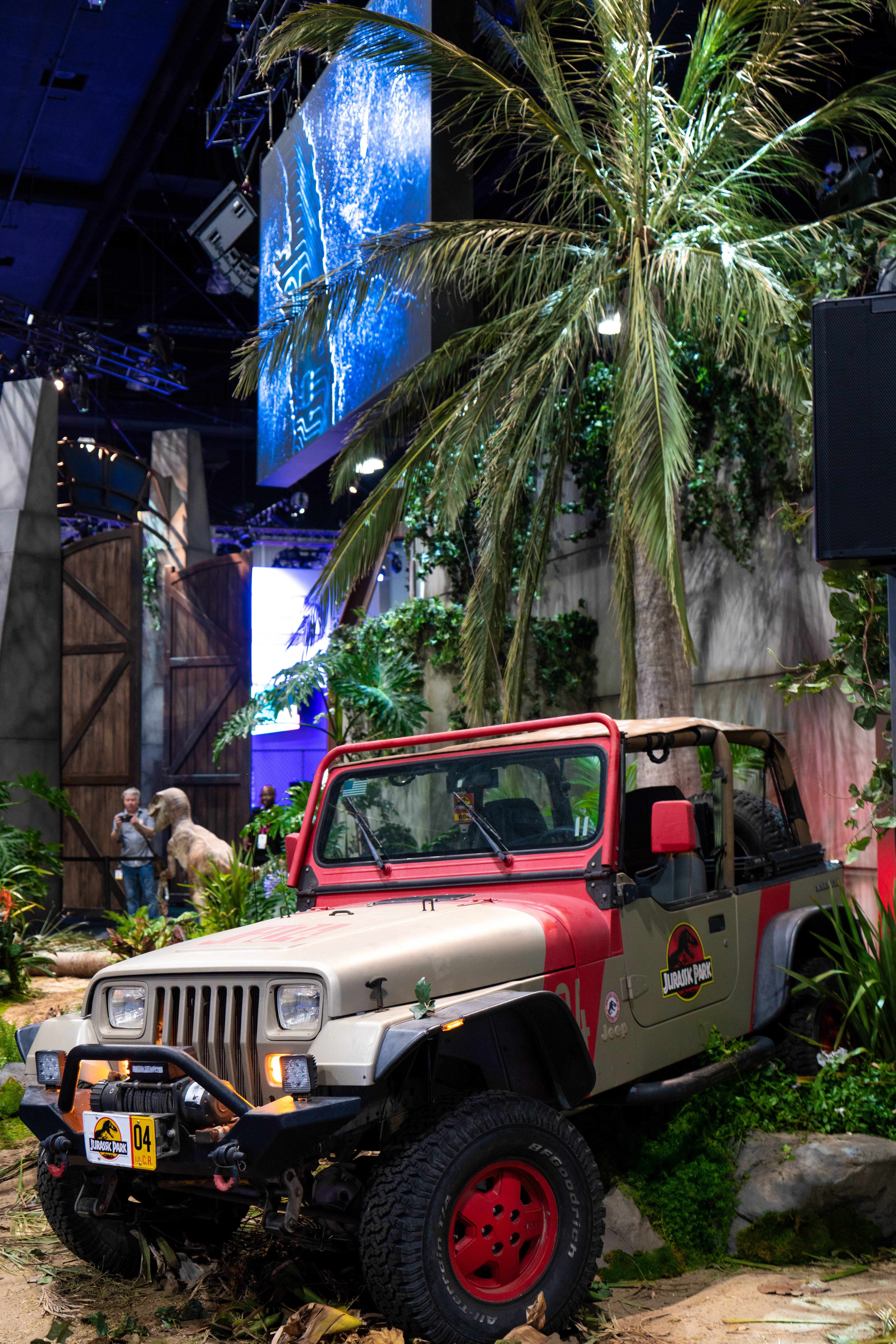
Estand de Jurassic World Evolution a l'E3 2018

Jurassic World Evolution va ser desenvolupat i publicat per Frontier Developments, i es basa en el film de 2015 Jurassic World. NBCUniversal havia volgut un joc per a acompanyar l'estrena del seu film de 2018 Jurassic World: El regne caigut i va contactar amb Frontier Developments sobre la seva creació dos anys més o menys abans de l'estrena del film. Frontier Developments també estava interessat en crear un joc de dinosaures.
El joc va ésser creat amb un equip de desenvolupament d'aproximadament 100 persones, amb un pressupost al voltant de £8 milions. Va ser dissenyat emprant el motor de videojoc Cobra de Frontier Developments. Universal Pictures va proporcionar als desenvolupadors models de dinosaures de les pel·lícules per a permetre un alt nivell de detall, així com materials de referència i àudio. Per a ajudar a crear el joc, l'equip de desenvolupament va mirar de prop els films i va llegir les novel·les de Michael Crichton, Jurassic Park i The Lost World, i teories de fans. A més, Universal i l'equip van tenir discussions sobre diversos elements del joc. La història de cadascun dels films va ser afegida al joc. Per exemple, Jeff Goldblum va reprendre el seu paper com Ian Malcolm de les dues primeres pel·lícules de Jurassic Park. Bryce Dallas Howard i B. D. Wong també van reprendre els seus papers de Jurassic World.
El Tyrannosaurus rex va ser un dels primers dinosaures que va començar a treballar l'equip de desenvolupament. Per als rugits del T. rex, l'equip de so del joc va obtenir mostres d'àudio dels films i després les va canviar per l'originalitat. L'equip d'animació va alterar les animacions de rugit del T. rex per a adaptar-se als efectes sonors. Per a dissenyar els dinosaures, l'equip de desenvolupament es referia principalment a les pel·lícules per a ser coherents, tot incorporant alguns dels descobriments científics més recents per a afegir als seus dissenys. L'equip també va estudiar ocells i altres animals per a ajudar a dissenyar els dinosaures. A més dels seus dissenys, el comportament dels dinosaures es va basar en una combinació de les pel·lícules i les troballes científiques. El paleontòleg Jack Horner, que va ser assessor dels films, també va ser consultat per a aconseguir assessorament sobre els dinosaures del joc. Es van donar cuirs lluminosos i acolorits basats en noves investigacions de dinosaures.
El febrer de 2017, el CEO de Frontier David Braben va anunciar que la companyia treballava en un nou projecte basat en una propietat existent a Hollywood. El 20 d'agost de 2017, el joc va ser anunciat durant el Gamescom de 2017. Posteriorment, el 7 d'octubre, es va revelar un metratge que mostrava el motor de joc durant el primer Frontier Expo. El joc va ser llançat digitalment per a Windows, PlayStation 4 i Xbox One el 12 de juny de 2018, coincidint amb l'estrena als cinemes de Jurassic World: El regne caigut. Una actualització gratuïta del joc basada en la pel·lícula, amb sis dinosaures de la pel·lícula, va ser llançat el 22 de juny de 2018. Es van distribuir còpies físiques de la versió de PlayStation 4 i Xbox One a través de Sold Out el 3 de juliol de 2018. L'agost de 2018, Frontier Developments va anunciar un següent pedaç que alterarien les mides de diversos dinosaures perquè coincideixin amb els seus homòlegs de la vida real i la pel·lícula. L'actualització es va publicar el setembre de 2018, incloent-hi opcions addicionals del mode sandbox i de jugabilitat, així com l'addició de Mode Challenge.
El primer contingut descarregable (DLC), Secrets of Dr. Wu, es va llançar el 20 de novembre de 2018. El DLC va introduir noves missions d'història, opcions de recerca i noves espècies de dinosaures i híbrids. El mateix dia, Frontier va introduir nous comportaments d'IA i un cicle dia-nit al joc mitjançant una actualització gratuïta. Frontier va llançar el Cretaceous Dinosaur Pack and the Carnivore Dinosaur Pack («dinosaures del Cretaci i dinosaures carnívors») el desembre de 2018 i l'abril de 2019, respectivament. Cada paquet de dinosaures presenta tres noves espècies de dinosaures. Un DLC de pagament titulat Claire's Sanctuary va ser llançat el 18 de juny de 2019. Ambientat a partir del Regne Caigut, l'expansió inclou una campanya independent que veu els jugadors traslladant els dinosaures restants atrapats a l'illa Nublar cap a l'illa Santuari.
Un altre paquet DLC de pagament, titulat Return to Jurassic Park, va ser llançat el 10 de desembre de 2019. El DLC inclou característiques i ubicacions del parc del Parc Juràssic original que apareix a la primera pel·lícula. El DLC també inclou l'illa Sorna, l'illa que apareix a les pel·lícules El món perdut: Jurassic Park (1997) i Parc Juràssic III (2001). També inclou set noves missions amb un nou treball de veu de Goldblum, així com Sam Neill i Laura Dern, aquests últims reprenent els seus papers com a Dr. Alan Grant i Dra. Ellie Sattler. El DLC reuneix els tres actors per primera vegada des de la pel·lícula original de 1993. Return to Jurassic Park presenta una història original que té lloc poc després de la primera pel·lícula, ignorant les seqüeles. A la història, Grant, Malcolm i Sattler tornen a l'illa Nublar i intenten posar el parc en funcionament.

## Rebuda
Els crítics van elogiar els dinosaures presentats en el joc. Sam Loveridge de GamesRadar li va agradar tant la varietat com la cinemàtica que mostra quan un dinosaure s'allibera del centre d'incubació. Va gaudir poder controlar el jeep i l'helicòpter ACU des d'una perspectiva de tercera persona, una mecànica que aplaudeix per permetre als jugadors relacionar-se amb els dinosaures. Va afegir que es va «passar tardes [jugant-hi] sense adonar-se'n» a causa de la seva naturalesa relaxant. Paul Tamburro de Game Revolution va elogiar el disseny dels dinosaures, en particular, l'atenció de Frontier als detalls i l'animació dels dinosaures. James Swinbanks de GameSpot va coincidir, elogiant als dinosaures. També va gaudir de la necessitat d'aprendre la personalitat, els requisits i els comportaments de cada dinosaure, resumint el procés com a «sorprenentment satisfactori». Daniel Tack de Game Informer li va agradar que els jugadors poguessin experimentar amb diferents gens, tot i que va comentar que no era una «experiència de forma lliure». Dan Stapleton de IGN va estar en desacord i va considerar que els gens desbloquejables eren tediosos, descrivint el procés com una sèrie d'«accions robòtiques obligatòries». Mentre que li va agradar la varietat de dinosaures, va lamentar la manca de pterosaures i els rèptils prehistòrics aquàtics de la pel·lícula. Dam Roemer de Destructoid va elogiar la inclusió d'espècies de dinosaures menys conegudes, destacant el Giganotosaure i el Deinonychus.
L'aspecte de simulació del joc va rebre ressenyes mixtes. Loveridge va tenir una opinió positiva sobre la gestió dels dinosaures, ja que cada espècie té les seves pròpies necessitats que els jugadors han de complir. Va sentir que l'aspecte de la gestió del parc, inclosa la construcció d'instal·lacions i serveis públics, era «mínima». Tamburro va comparar la simulació a RollerCoaster Tycoon i Zoo Tycoon. Va gaudir del caos creat quan els dinosaures fugen, però estava decebut que els dinosaures no ataquessin el personal del parc quan realitzessin manteniment dins dels tancaments. Philippa Warr de PC Gamer va elogiar els dinosaures, però va criticar la falta d'atenció a les missions i als punts de vista i opinió dels visitants individuals al parc. També va assenyalar que la simulació no tenia profunditat, ja que els edificis semblaven majoritàriament iguals i l'entorn aviat es tornaria obsolet. Swinbanks va sentir que davant dels desastres naturals i la fugida dels dinosaures era emocionant inicialment, però aviat es va tornar repetitiu. També va lamentar la manca de nous desafiaments presentats en la fase posterior del joc. Tack va criticar l'aspecte tediós de la simulació i la constant necessitat d'esperar que es completessin els objectius, comparant-ho amb un joc de mòbil. Descrivint la simulació com a «poc profunda», Roemer va criticar la manca de limitacions de temps, de neteja i un cicle de dia complet. També va ser decebut per la petita grandària de cada illa, que va fer la construcció de parcs «incompleta». Stapleton va coincidir, dient que les petites illes limitaven la creativitat dels jugadors. Va assenyalar que els jugadors no poden accelerar el temps en el joc, una característica important en molts altres jocs de simulació i construcció, i va criticar la seva exclusió, ja que obligava als jugadors a esperar sense ànim d'obtenir prou diners per dur a terme una acció.
Els contractes del joc van obtenir opinions mixtes. Loveridge va creure que van ajudar a introduir una estructura per al joc, tot i que va comentar que aquestes missions no van formar una narració coherent. Tamburro va gaudir del procés de progressió d'una illa a la següent, ja que cada illa té un disseny i paisatge únic que permet crear un nou parc diferent dels anteriors. Va assenyalar que els contractes van ajudar els jugadors a desbloquejar noves opcions, però va sentir que no eren «emocionants». Warr va criticar la manca de varietat presentada en les missions, amb diferents escenaris només presentant modificacions menors i ajustant lleugerament la dificultat. A més, no li agradava als contractes que obligaven ocasionalment als jugadors a completar missions que no tenen sentit, com ara alliberar un dinosaure per matar els visitants. Swinbanks també va criticar tres faccions contractuals, i va afegir la necessitat dels jugadors de satisfer i equilibrar les tres demandes dels grups «arbitràriament». Roemer va elogiar l'actuació de Goldblum, tot i que va assenyalar que la trama general «no va enlloc». Va descriure el sistema de progressió del joc com a «horrible» i volia saltar-se'l completament.
Es va criticar el tutorial i l'orientació del joc als jugadors. Loveridge va assenyalar que certes missions eren confuses amb alguns objectius de joc tardans que es presentaven massa d'hora, obligant la seva renúncia. Va destacar la secció de tutorial per ser incompetent, sense informar els jugadors sobre aspectes clau del joc, com ara les eines de distribució d'energia i jardineria, que sovint creen obstrucció. i els errors del terreny que impedeixen als jugadors construir certs edificis i modificar el paisatge. Warr va assenyalar errors de ritme amb els tutorials, dient que alguns d'ells es van mostrar massa tard.
Els revisors tenien opinions mixtes del joc en general. Loveridge va comentar que el joc té una simulació complexa que els fanàtics de la sèrie gaudirien, i va elogiar les nombroses referències a la pel·lícula presentades al joc. Tamburro va estar-hi d'acord i el va nomenar com el millor videojoc de Jurassic Park, tot i que va assenyalar que el joc tenia més restriccions que l'anterior constructor de Frontier, Planet Coaster. Warr inicialment va estar impressionat pel joc, es va sentir decebut després d'estendre el temps de joc sentint que el joc mancava de profunditat. Swinbanks va assenyalar que malgrat les seves deficiències, el joc era «fidel» a la franquícia. Va sentir que era «un bon simulador de gestió de parcs». Roemer va considerar que el desenvolupament del joc es va precipitar, i la falta de profunditat era problemàtica. Stapleton el va anomenar un joc «dolent» per ser molt avorrit.

### Vendes
Cinc setmanes després del seu llançament inicial, el joc havia venut un milió de còpies a través de vendes digitals i físiques. Set mesos després del llançament inicial del joc, Frontier va declarar que el joc va ser el seu major llançament i va revelar que es van vendre més de 2 milions de còpies. A març de 2020 se n'havien venut tres milions de còpies.

## Seqüela
Aquest videojoc té una seqüela anomenada Jurassic World Evolution 2 que va ésser anunciada per Frontier Developments el juny del 2021 i que va ser publicada oficialment el 9 de novembre de 2021. Aquest nou joc incorpora nous dinosaures i altres rèptils aquàtics i voladors, en total 75 espècies diferents. El joc esdevé a la regió de Jurassic World: El regne caigut i, està disponible per a ordinadors, PlayStation 4, PlayStation 5, Xbox One i Xbox Series X i Series S.